# لوروا هولت
لوروا هولت (بالإنجليزية: Leroy Holt)‏ هو لاعب كرة قدم أمريكية أمريكي، ولد في 16 مارس 1967 في كارسون في الولايات المتحدة.